# Sony Xperia L4
Sony Xperia L4 — це Android смартфон, який продається та виробляється Sony Mobile. Цей пристрій, є частиною серії Xperia бюджетного рівня від Sony, була представлена 20 лютого 2020 року.

## Дизайн
Xperia L4 має цілісну полікарбонатну конструкцію, екран захищає скло Corning Gorilla Glass. На верхній панелі розміщено світлодіодний індикатор сповіщень і різні датчики, з невеликим вирізом у верхній частині дисплея, в якому розміщена фронтальна камера. Смартфон є перший у Sony з вирізом під фронтальну камеру. Сканер відбитків пальців, кнопка живлення і регулятор гучності розташовані на правій стороні пристрою, навпроти лотка для SIM-карти, а 3,5-мм роз’єм для навушників — у верхній частині. Задні камери розташовані у верхньому лівому куті телефону, а зверху – світлодіодний спалах. Нижній край містить основний мікрофон і спрямований вниз динамік поруч із портом USB-C. Доступні два кольори: чорний і синій.

## Технічні характеристики

### Апаратне забезпечення
Чипсет перенесено з L3, SoC MediaTek Helio P22 і графічного процесора PowerVR GE8320. Він доступний з 3 ГБ оперативної пам’яті та 64 ГБ пам’яті eMMC; Розширення карти MicroSD підтримується до 512 ГБ за допомогою однієї або гібридної двох SIM-карт. Дисплей використовується 6,2-дюймовий (157,5 мм) 21:9, 720p (1680 × 720) IPS LCD-панель, що забезпечує щільність пікселів 295 ppi. L4 має акумулятор на 3580 мА·г, трохи більше, ніж у L3. Підключення до живлення та даних здійснюється через порт USB-C. На задній панелі є потрійна камера: основний датчик на 13 Мп з PDAF, надширококутний датчик на 5 Мп і датчик глибини на 2 Мп. Фронтальна камера оснащена сенсором на 8 Мп.

### Програмне забезпечення
Xperia L4 працює під управлінням Android 9.0 «Pie», із власною оболочкою від Sony, який мінімально видозмінений стандартний Android.